# Vagabond
 For alternative betydninger, se Vagabond (flertydig). (Se også artikler, som begynder med Vagabond)
 Der er for få eller ingen kildehenvisninger i denne artikel, hvilket er et problem. Du kan hjælpe ved at angive troværdige kilder til de påstande, som fremføres i artiklen.

En vagabond er en omstrejfende person. Traditionelt bliver vagabonden fremstillet lidt småromantisk som en festlig person (oftest af hankøn), som selv har valgt det frie vandreliv på vej ud af landevejen med hund, øl og barnevogn, men dette er naturligvis ikke altid tilfældet. Den klassiske vagabond ernærede sig typisk som skærsliber eller ved at udføre små opgaver på bondegårdene de kom forbi. En anden mulighed var at synge i gårdene inde i byerne.

## Tegn på husene
Vagabonderne havde et system med tegn. De kunne markere husene med disse tegn, så andre vagabonder kunne se hvad der kunne opnås og på hvilke vilkår. Nogle steder krævedes der meget arbejde for et måltid mad, andre var mere gavmilde. Tegnene kunne også fortælle andre ting, f.eks. om bidske hunde eller måske om en ensom kvinde, der trængte til andet end at få hugget brænde.
Vagabonderne er ofte klædt i uniformsjakker med masser af medaljer eller skilte, så de klart adskiller sig fra hjemløse.

## Mødesteder
De har ofte en vinterresidens som deres sommerrejser udgår fra, og de planlægger ofte en rute i forvejen. Ruten er dog ikke mere fast, end at det typisk drejer sig om nogle mødepunkter med andre vagabonder.
En af de faste mødepladser er Hjallerup Marked, hvor navngivning af nye vagabonder finder sted. En anden vigtig mødeplads er i forbindelse med Egeskov Marked, hvor kåring af årets stodderkonge sker. En af stodderkongens pligter er at holde justits blandt vagabonderne og afgøre tvister.
Vagabonderne har lidt trange kår i dag, hvor der ikke er så mange muligheder for at tjene penge på vejen, og de tyr derfor til ’tiggeri’.
Nogle vagabonder tyr til småtyveri, men der udøves streng justits vagabonderne imellem. Vagabonder får karantæne fra fællesskabet hvis de stjæler, tager stoffer, er uhøflige eller lyver.